# Belas (Portugal)
Belas ist eine ehemalige Gemeinde (Freguesia) im portugiesischen Kreis Sintra. In ihr leben 26.353 Einwohner (Stand 30. Juni 2011). Am 29. September 2013 wurden Belas und Queluz zur neuen Gemeinde União das Freguesias de Queluz e Belas zusammengeschlossen.
Das nach Lissabon führende Aquädukt Aqueduto das Águas Livres beginnt in Belas.

## Geschichte
Antas und andere Funde belegen eine Besiedlung bis zurück in die Altsteinzeit. Die Römer unterhielten hier eine Siedlung. Ein Staudamm zur Wasserversorgung Olisipos (heute Lissabon) ist aus dieser Zeit erhalten geblieben. Nachdem es Teil des Westgotenreichs wurde, nahmen die Mauren Belas um 711 ein.
Im Zuge der Reconquista eroberte Portugals erster König D.Afonso Henriques das Gebiet. Er gab Belas als Dank für dessen Verdienste bei der erfolgreichen Belagerung von Lissabon  1147 an Robert Lacorne. In den folgenden Jahrhunderten errichteten Adelsfamilien verschiedene Herrenhäuser hier. Das Erdbeben von Lissabon 1755 verursachte weitreichende Schäden in Belas.
Bis 1855 war Belas Sitz eines eigenständigen Kreises, um seither zum Kreis Sintra zu gehören.

## Söhne und Töchter
- Emanuel Herigoyen (1746–1817), bedeutender Architekt insbesondere in Bayern
- Tomaz de Sousa Rosa (1844–1918), Kolonialbeamter, Diplomat und Politiker
- João Apolinário (1924–1988), Schriftsteller und Journalist